# Слакбашевский сельсовет
Слакбашевский сельсовет — муниципальное образование в Белебеевском районе Башкортостана.

## История
Согласно «Закону о границах, статусе и административных центрах муниципальных образований в Республике Башкортостан» имеет статус сельского поселения.

## Население
| 2002 | 2009 | 2010 | 2012 | 2013 | 2014 | 2015 |
| ---- | ---- | ---- | ---- | ---- | ---- | ---- |
| 711  | ↗736 | ↘714 | ↘708 | ↘679 | ↘645 | ↗646 |
| 2016 | 2017 |      |      |      |      |      |
| ↘611 | ↘595 |      |      |      |      |      |

## Состав сельского поселения
| № | Населённый пункт | Тип населённого пункта       | Население |
| - | ---------------- | ---------------------------- | --------- |
| 1 | Слакбаш          | село, административный центр | ↘551      |
| 2 | Краснояр         | деревня                      | ↗94       |
| 3 | Канаш            | деревня                      | ↘44       |
| 4 | Чубукаран        | деревня                      | ↘25       |

### Упразднённые населённые пункты
- поселение железнодорожная будка 1451 км — в 2005 году